# Distributed Proofreaders Canada
Distributed Proofreaders Canada (DP Canada) est une organisation qui convertit les livres en format numérique et les diffuse comme Domaine public. Les livres numérisés sont disponibles dans des formats lisibles sur Internet et par des lecteurs de livres électroniques. DP Canada maintient son propre site Web d'archives appelé Faded Page (littéralement "page jaunie"). L'organisation a été fondée en décembre 2007 et, à ce jour (2017), a produit plus de 2 600 livres. Les publications canadiennes sont l'objectif principal, mais les livres des auteurs anglais et américains y sont bien représentés.

## Histoire
Distributed Proofreaders Canada a été fondée en décembre 2007 en tant qu'organisation distincte de Distributed Proofreaders. C'est une organisation à but non lucratif composée de bénévoles. Tous les coûts administratifs et de gestion sont à la charge de ses membres. Le logiciel utilisé par DP Canada a été à l'origine téléchargé à partir de SourceForge.net mais il a été considérablement modifié depuis.

## Opération
DP Canada fonctionne selon les règles canadiennes en matière de droit d'auteur, appelées « vie de l'auteur plus 50 ans ». Les œuvres des auteurs décédés il y a plus de cinquante ans peuvent être mises à la disposition du public. Bien que les fichiers disponibles par l'entremise de DP Canada soient disponibles au public dans d'autres pays, il incombe au lecteur de s'assurer qu'ils ne téléchargent que des documents qui ne sont pas protégés par leur droit d'auteur dans leur pays de résidence.
Parmi les auteurs canadiens notables dont les livres ont été publiés, on retrouve entre autres Stephen Leacock, Lucy Maud Montgomery, Philippe Panneton et Mazo de la Roche. Les auteurs dont les œuvres ont été diffusées au Canada, mais non ailleurs dans le monde, incluent A. A. Milne, C. S. Lewis, Roger Martin du Gard, E.E. 'Doc' Smith et Jacques Bainville.
Les livres choisis pour être publiés sont soumis à trois cycles de lectures d'épreuves et à deux cycles de mise en forme. Lorsque les étapes de mise en forme sont terminées, une étape de post-traitement réunit tous les fichiers pour publier les livres dans cinq formats électroniques. Ceux-ci incluent ePub, mobi, HTML, PDF et texte brut. La version HTML est également disponible en tant que fichier  Zip. Les livres sont ensuite ajoutés à l'archive de livres Faded Page,. 
Les livres publiés par DP Canada dans le Domaine public sont disponibles sur le site Web de Faded Page. Certaines des publications diffusées sont également affichées sur le site Project Gutenberg Canada (PG Canada). PG Canada est une autre archive de livres qui n'effectue pas de lecture d'épreuves ni de mise en forme.